# Onthophagus unidentatus
Onthophagus unidentatus es una especie de insecto del género Onthophagus, familia Scarabaeidae, orden Coleoptera.
Fue descrita científicamente por Boucomont en 1927.